# Tontelea hondurensis
Tontelea hondurensis är en benvedsväxtart som beskrevs av Albert Charles Smith. Tontelea hondurensis ingår i släktet Tontelea och familjen Celastraceae. Inga underarter finns listade.